# Oesman Wangsabesari
Oesman Wangsabesari is een Surinaams politicus. Eind 20e eeuw was hij directeur van het ministerie van Handel en Industrie. Van 2010 tot 2015 was hij lid van De Nationale Assemblée (DNA) voor KTPI en sinds 2018 opnieuw voor de Nieuwe Stijl KTPI (NSK).

## Biografie

### Jeugd en huwelijk
Wangsabesari is in circa 1964/1965 geboren en getogen in Marowijne  en komt uit een gezin met zes jongens en vier meisjes. Hij is islamitisch en zijn opvoeding was naar eigen zeggen streng en zeer religieus. Na zijn lagere school leerde hij verder in Paramaribo. Vervolgens studeerde hij economie aan de Anton de Kom Universiteit van Suriname, met als studierichting bedrijfseconomie. Verder deed hij enkele cursussen in Nederland, de Verenigde Staten en China. Hij sloot zijn studie af met een mastergraad in bedrijfskunde en management.
Hij is gehuwd met Florence Jamin, een vooraanstaand pencak-silat-beoefenaar en sportbestuurder. Ze hebben samen twee zonen.

### KTPI
Vanaf het begin van de jaren 1990 was hij actief in het jongereninstituut van de politieke partij KTPI. Hij en andere jongeren lagen niet op een lijn met de oudere generatie en wilden verandering.

### Directeur op ministerie van Handel en Industrie
Hij werkte van 1990 tot 1994 als assistent accountant voor Ernst & Young in Suriname en is sinds 1996 verbonden aan Stichting Trojour Woningbouw. Na een staffunctie voor Suralco werkte hij vanaf 1996 voor het ministerie van Handel en Industrie.
In korte tijd klom hij op tot directeur van het ministerie. In deze functie kwamen hij en minister Robby Dragman in opspraak. De Centrale Landsaccountantsdienst (CLAD) adviseerde in 1999 een diepgaand onderzoek door de procureur-generaal, omdat Wangsabesari zich niet aan boekhoudkundige voorschriften had gehouden en de administratie van het ministerie onoverzichtelijk had gemaakt. Voor importen uit Guyana ontving zijn bedrijf Katran NV een vergunning en vrijstelling van invoerrechten op ongebruikelijk briefpapier van het ministerie. Bij het ministerie was de verlening van deze rechten niet bekend. Lopende het onderzoek raakte het dossier van Katran zoek. Daarbij speelden contante afrekeningen en een buitengewone, voordelige dollarkoers-regeling met de Centrale Bank van Suriname. Als gevolg van de bevindingen van de CLAD kregen Dragman en Wangsabesari geen toestemming van de ministerraad onder president Wijdenbosch om deel te nemen aan de conferentie van de WTO in Seattle.

### NLPO
In 2000 verliet hij naar zijn eigen woorden 'ideologisch meningsverschil' de KTPI en richtte hij de Nationale Partij voor Leiderschap en Ontwikkeling (NPLO) op. Hij voerde in Paramaribo de lijst aan van deze partij tijdens de verkiezingen van 2000, maar verwierf geen zetel in het parlement.
In 2005 keerde hij terug naar de KTPI en werd hij opnieuw ondervoorzitter van de KTPI. De NPLO bleef ook na zijn vertrek bestaan en deed mee aan de verkiezingen van 2010, als een van de partijen van de VolksAlliantie. Daarna hield de partij op te bestaan.

### Parlementslid in 2010, van KTPI naar NSK
In aanloop naar de verkiezingen van 2010 was hij beleidsadviseur van het ministerie van Ruimtelijke Ordening, Grond- en Bosbeheer (RGB). Hij stelde zich kandidaat voor DNA op de lijst van Paramaribo van de verkiezingsalliantie Megacombinatie. Hij werd als een van de twee leden van de KTPI gekozen in het parlement. Na de verkiezingen nam zijn partij deel aan de regeringscoalitie en was hij zelf kortstondig in beeld voor de post van minister van RGB. In 2012 kwam het tot een breuk tussen KTPI's voorzitter Willy Soemita en ondervoorzitter Wangsabesari. De Nieuwe Stijl KTPI (NSK), de beweging die eerst bedoeld was om vernieuwing binnen de partij te verwezenlijken, werd later gevestigd als een zelfstandige politieke partij.

### Verkiezingen vanaf 2015 en later opnieuw parlementslid
Tijdens de verkiezingen van 2015 kandideerde hij voor de NSK, door deelname op nummer 14 van de lijst van de NDP. Hij kreeg 370 kiezers achter zich, minder dan de 469 die in 2010 op hem hadden gestemd. Hij werd op 22 mei 2018 opnieuw lid van DNA nadat Stephen Tsang minister werd van Handel, Industrie en Toerisme en diens zetel vrijkwam. Er leefde toen onder NDP'ers de vrees dat Wangsabesari als NSK'er in DNA niet de coalitiediscipline op zou brengen om de regering aan meerderheden te helpen. In mei 2020 zat hij de onderzoekscommissie voor die de procureur-generaal tegenhield minister Gillmore Hoefdraad aan te klagen voor 11 strafbare feiten; anderhalf jaar later werd er alsnog een vonnis tegen Hoefdraad uitgesproken van 12 jaar cel.
Tijdens de verkiezingen van 2025 stond hij op nummer 20 van de lijst van ABOP, waarop ook de Nieuwe KTPI vertegenwoordigd is.